# Mata Hari (jeu vidéo)
Pour les articles homonymes, voir Mata Hari (homonymie).
Mata Hari est un jeu vidéo d'aventure en pointer-et-cliquer développé par Cranberry Production et édité par dtp entertainment, sorti en 2008 sur Windows.
Le jeu met en scène Mata Hari, une danseuse et courtisane néerlandaise fusillée pour espionnage pendant la Première Guerre mondiale.

## Accueil
- Adventure Gamers : 3,5/5[1]
- Jeuxvideo.com : 15/20[2]